# غراهام سكوت (سياسي)
غراهام سكوت (بالإنجليزية: Graham Scott) هو اقتصادي وسياسي نيوزيلندي، ولد في 26 مايو 1942. نشط حزبياً في حزب آكت نيوزيلندا.